# Triaspis
Triaspis es un género con 15 especies de plantas con flores  perteneciente a la familia Malpighiaceae. Es originario de África. El género fue descrito por  William John Burchell  y publicado en Trav. S. Africa 2: 280, en el año 1824. La especie tipo es Triaspis hypericoides.

## Especies
- Triaspis dumeticola Launert
- Triaspis emarginata De Wild.
- Triaspis erlangeri Engl.
- Triaspis glaucophylla Engl.
- Triaspis hypericoides (DC.) Burch.
- Triaspis lateriflora Oliv.
- Triaspis letestuana Launert
- Triaspis macropteron Welw. ex Oliv.
- Triaspis mooreana Exell & Mendonça
- Triaspis mozambica A.Juss.
- Triaspis niedenzuiana Engl.
- Triaspis odorata (Willd.) A.Juss.
- Triaspis sapinii De Wild.
- Triaspis stipulata Oliv.
- Triaspis suffulta Launert